# Maesa confusa
Maesa confusa är en viveväxtart som först beskrevs av C.M. Hu, och fick sitt nu gällande namn av Pipoly och C. Chen. Maesa confusa ingår i släktet Maesa och familjen viveväxter. Inga underarter finns listade i Catalogue of Life.